# Spoorlijn München - Rosenheim
De spoorlijn München – Rosenheim is een Duitse spoorlijn als spoorlijn 5510 onder beheer van DB Netze.
Het traject maakte geen deel uit van de historische Bayerische Maximiliansbahn, een spoorlijn tussen Ulm in de deelstaat Baden-Württemberg en de Oostenrijkse grens bij Kufstein en bij Salzburg.

## Geschiedenis
Het traject tussen München en Rosenheim werd door de Königlich Bayerische Staats-Eisenbahnen in 1871 geopend.

### Uitbreiding
In de jaren 1980 is het traject tussen München Ost en Grafing voor een deel uitgebreid met een en later met twee eigen S-Bahnsporen. Er wordt gesproken om deze uitbreiding door te trekken naar Kufstein.

## Treindiensten
- Deutsche Bahn en ÖBB verzorgen het internationale en nationale personenvervoer op dit traject met Railjets, Intercity's en Eurocity's.
- De BOB verzorgt onder de merknaam Bayerische Regiobahn (BRB) het regionale personenvervoer. Tot 2020 gebeurde dit onder de merknaam Meridian. Het gaat om zowel binnenlandse treindiensten als de grensoverschrijdende treindienst naar Salzburg.

### S-Bahn
De S-Bahn, meestal de afkorting voor Stadtschnellbahn, soms ook voor Schnellbahn, is een in Duitsland ontstaan (elektrisch) treinconcept, dat het midden houdt tussen de Regionalbahn en de Stadtbahn. De S-Bahn maakt meestal gebruik van de normale spoorwegen om grote steden te verbinden met andere grote steden of forensengemeenten. De treinen rijden volgens een vaste dienstregeling met een redelijk hoge frequentie.

### S-Bahn München
Op het traject tussen Mammendorf via het stamtraject onder het stadscentrum, Grafrath naar Ebersberg rijdt er elke 10/20 minuten een trein onder het nummer S4.
- S4 Mammendorf ↔ Ebersberg: Mammendorf – Maisach – M.-Pasing – M.-Laim – M.-Donnersbergerbrücke – M-Hbf. – M.-Karlsplatz (Stachus) – M.-Marienplatz – M.-Ostbf. – M.-Leuchtenbergring – M.-Berg am Laim – M.-Trudering – Grafing Bahnhof – Ebersberg

### Historische treindiensten

#### TEE
Trans Europ Express (TEE) was de benaming voor een netwerk van luxueuze binnenlandse en internationale sneltreinen in Europa, dat van start ging in 1957.
Het concept was bedacht door F.Q. den Hollander, toenmalig president-directeur van de Nederlandse Spoorwegen.
Op dit traject reed de volgende TEE trein:
- TEE 84/85 Mediolanum München – Milano C in de periode tussen 15 oktober 1957 en 2 juni 1984.

#### Euro City
Op dit traject reed de volgende EC-trein:
- EC 88/89 Leonardo da Vinci was sinds 2 juni 1984 de opvolger van de TEE Mediolanum.

## Aansluitingen
In de volgende plaatsen was of is er een aansluiting van de volgende spoorwegmaatschappijen:

### München Hbf
- Allgäubahn, spoorlijn tussen Buchloe en Lindau
- Maximiliansbahn, spoorlijn tussen Ulm en München
- Isartalbahn, spoorlijn tussen München-Isartalbahnhof (gelegen in Sendling) en Bichl
- spoorlijn München – Garmisch-Partenkirchen
- spoorlijn München-Pasing – Herrsching, spoorlijn tussen München-Pasing en Herrsching
- spoorlijn München – Nürnberg
- spoorlijn München – Regensburg
- spoorlijn München – Mühldorf, spoorlijn tussen München en Mühldorf
- spoorlijn München – Flughafen München, spoorlijn tussen München en Flughafen München Franz Josef Strauß
- spoorlijn München – Lenggries
- Münchner Nordring, goederenspoorlijn aan de noordzijde van München
- U-Bahn München (MVG), metro München
- Straßenbahn München (MVG), stadstram München

### München Ostbf
- München – Mühldorf spoorlijn tussen München en Mühldorf
- München – Flughafen spoorlijn tussen München en Flughafen München Franz Josef Strauß
- U-Bahn München (MVG) metro München
- Straßenbahn München (MVG) stadstram München

### Rosenheim
- Mangfalltalbahn spoorlijn tussen Holzkirchen en Rosenheim
- Rosenheim – Mühldorf spoorlijn tussen Rosenheim en Mühldorf
- Rosenheim – Salzburg spoorlijn tussen Rosenheim en Salzburg
- Rosenheim – Kufstein spoorlijn tussen Rosenheim en Kufstein
- Rosenheimer Kurve verbindingsboog tussen de spoorlijn van/naar Salzburg en van/naar Kufstein

## Elektrische tractie
Het traject werd geëlektrificeerd met een spanning van 15.000 volt 16 2/3 Hz wisselstroom.